# Reflexu's da Mãe África
Reflexu's da Mãe África é o primeiro álbum da Banda Reflexu's, banda baiana pioneira do gênero samba-reggae. Este álbum, com a maioria de suas letras versando sobre a tradição africana, trouxe algumas das mais conhecidas músicas do grupo, como "Madagascar Olodum" e "Alfabeto do Negão".
A canção "Oração para a Libertação da África do Sul" faz referência ao regime do Apartheid que vigorava naquele país na época, e "Libertem Mandela" ao líder Nelson Mandela.

## Faixas
| N.º            | Título                                      | Duração |  |
| 1.             | "Madagascar Olodum"                         | 3:38    |  |
| 2.             | "Oração para a Libertação da África do Sul" | 3:58    |  |
| 3.             | "Libertem Mandela"                          | 3:25    |  |
| 4.             | "Guaratimbiriba"                            | 3:41    |  |
| 5.             | "Banho de Beijos"                           | 3:54    |  |
| 6.             | "Canto para o Senegal"                      | 4:35    |  |
| 7.             | "Suingue de Verão"                          | 3:04    |  |
| 8.             | "Doce Morena"                               | 3:41    |  |
| 9.             | "Alfabeto do Negão"                         | 3:49    |  |
| 10.            | "Reggae da Morena"                          | 3:28    |  |
| Duração total: | Duração total:                              | 37:13   |  |

## Tabelas
| Tabela musical (1988) | Posição |
| --------------------- | ------- |
| Brasil (Nopem)        | 1       |

| Tabela musical (1988) | Posição |
| --------------------- | ------- |
| Brasil (Nopem)        | 14      |